# Herbert Wiegand
Herbert Wiegand (* 23. Mai 1949) ist ein ehemaliger deutscher Biathlet.
Herbert Wiegand war für den ASK Vorwärts Oberhof aktiv. Er gewann bei den Biathlon-Weltmeisterschaften 1973 in Lake Placid mit Dieter Speer, Manfred Geyer und Günter Bartnik hinter den Staffeln aus der Sowjetunion und Norwegens die Bronzemedaille. Im Einzel wurde er 18. Bei DDR-Meisterschaften gewann er 1971, 1972 und 1974 den Vizemeistertitel mit der Staffel und gewann zudem 1972 den Titel im Einzel. Mittlerweile ist er Funktionär beim WSV Oberhof 05.

## Belege
1. ↑  Top Shots. Januar 2014, abgerufen am 27. Februar 2017.
2. ↑   Biathlonabteilung des WSV Oberhof (Memento des Originals vom 17. März 2014 im Internet Archive)  Info: Der Archivlink wurde automatisch eingesetzt und noch nicht geprüft. Bitte prüfe Original- und Archivlink gemäß Anleitung und entferne dann diesen Hinweis.

| Personendaten    | Personendaten      |
| ---------------- | ------------------ |
| NAME             | Wiegand, Herbert   |
| KURZBESCHREIBUNG | deutscher Biathlet |
| GEBURTSDATUM     | 23. Mai 1949       |